# Alfred Clifton Hughes
Alfred Clifton Hughes, KCHS (nacido el 2 de diciembre de 1932) es un prelado estadounidense jubilado de la Iglesia Católica. Se desempeñó como el decimotercer arzobispo de Nueva Orleans de 2002 a 2009, y anteriormente se desempeñó como obispo de Baton Rouge a partir de 1993.

## Primeros años y educación
Alfred Hughes nació en West Roxbury, Massachusetts, como el tercero de los cuatro hijos de Alfred y Ellen (née Hennessey) Hughes; tiene dos hermanas mayores, Dorothy Callahan y Marie Morgan, y un hermano menor, un sacerdote jesuita llamado Kenneth. Hughes estudió en St. John's Seminary College, donde recibió su licenciatura en filosofía en 1954, y luego continuó sus estudios en Roma en la Pontificia Universidad Gregoriana hasta 1958.
Fue ordenado sacerdote en Roma el 15 de diciembre de 1957, y luego hizo trabajo pastoral antes de regresar a la Gregoriana para obtener un doctorado en teología espiritual de 1959 a 1961. A su regreso a los Estados Unidos, se convirtió en profesor, como así como director espiritual y conferencista, en su alma mater del Seminario de San Juan en 1962.

## Obispo auxiliar de Boston
El 21 de julio de 1981, Hughes fue nombrado obispo auxiliar de Boston y obispo titular de Maximiana en Bizacena por el Papa Juan Pablo II. Recibió su consagración episcopal el 14 de septiembre siguiente de manos del cardenal Humberto Medeiros, con los obispos Thomas Daily y John D'Arcy como co-consagradores. Hughes se desempeñó como Rector del Seminario de St. John desde 1981 hasta 1986, y como vicario general y vicario de administración desde 1990 hasta 1993.

## Obispo de Baton Rouge
Luego fue nombrado obispo de Baton Rouge el 7 de septiembre de 1993 y fue instalado el 7 de noviembre de ese mismo año. El 16 de febrero de 2001, Hughes fue nombrado arzobispo coadjutor de Nueva Orleans, sirviendo bajo el arzobispo Francis Schulte. Visitó noventa de las 142 parroquias de la arquidiócesis cuando llegó allí para familiarizarse más con la gente.

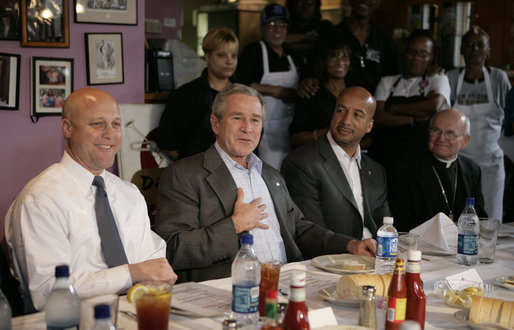
El arzobispo Alfred Hughes (extremo derecho) con (de derecha a izquierda) el alcalde de Nueva Orleans, Ray Nagin, el presidente George W. Bush y el vicegobernador de Luisiana, Mitch Landrieu.

## Arzobispo de Nueva Orleans
Hughes sucedió a Schulte como arzobispo de Nueva Orleans tras la jubilación de este último el 3 de enero de 2002. Su mandato estuvo marcado por el devastador huracán Katrina en 2005, después de lo cual hizo una aparición televisada con el obispo Robert Muench (su sucesor en Baton Rouge), diciendo , “Dios nos ha puesto de rodillas ante el desastre. Estamos tan abrumados que realmente no sabemos cómo responder. La impotencia nos lleva a la oración. Y sabemos que cuando nos volvemos a Dios, Dios nos ofrece su gracia”. En respuesta al cuestionamiento de la religión durante el huracán como secuela, Hughes también dijo: “Las personas pueden volverse hacia sí mismas y perder la esperanza, o volverse hacia Dios y hacia otras personas. Nuestra fe nos enseña a hacer esto último, a creer realmente que Dios está presente y nos pide que seamos sus socios en la recuperación y restauración”.
Hughes implementó un controvertido programa de consolidación de iglesias posterior a Katrina que redujo la diócesis de 142 parroquias a 108. La tormenta ahuyentó a casi una cuarta parte de sus antiguos miembros y la dejó con casi $300 millones en daños físicos.
Surgieron preguntas sobre el manejo de Hughes de los casos de abuso sexual por parte del clero, tanto en Boston como en Nueva Orleans. Por esto, se disculpó y dijo: “Nuestra acción o inacción no logró proteger a los inocentes entre nosotros, los niños. Pido perdón".
Hughes hizo hincapié en la evangelización como tema principal de su mandato. También forma parte de numerosos comités de la Conferencia de Obispos Católicos de los Estados Unidos, incluido el que supervisa el uso del Catecismo de la Iglesia Católica.
El 2 de abril de 2009, Hughes "se unió a un creciente coro de obispos católicos que deploraban la decisión de la Universidad de Notre Dame de otorgar al presidente Barack Obama un doctorado honorario en los ejercicios de graduación" en mayo de 2009. Las razones se referían al apoyo de Obama al derecho al aborto y otros temas vistos como incompatibles con la enseñanza de la Iglesia Católica, a la que está afiliada Notre Dame.
Un artículo de primera plana en el Times-Picayune el 17 de abril de 2009 retrató a Hughes y describió su apoyo, en representación de la Conferencia de Obispos Católicos de Luisiana, del Proyecto de Ley 115 del Senado Estatal, escrito por Danny Martiny. Debía prohibir la mezcla de "células humanas y animales en una placa de Petri" y se pensó que era el primer proyecto de ley de este tipo, un "ataque preventivo" contra los intentos de crear criaturas híbridas entre humanos y simios.
Una semana después, otro artículo de primera plana en el Times-Picayune describió la negativa de Hughes a asistir a los ejercicios de graduación en la Universidad Xavier de Luisiana porque la ceremonia incluía la entrega de un título honorario a Donna Brazile, partidaria del derecho al aborto.
El 12 de junio de 2009, Hughes fue sucedido por Gregory Aymond. Hughes continuó sirviendo como administrador apostólico hasta el 20 de agosto de 2009.